# Simpatría

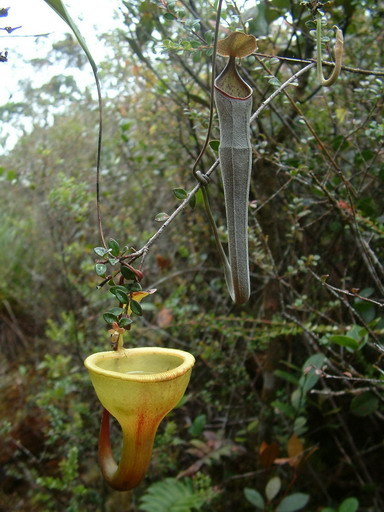
Dos especies simpátricas, Nepenthes jamban (izquierda) y Nepenthes lingulata (derecha), en un bosque de Sumatra.

En biología, se dice que dos especies o poblaciones son simpátricas cuando viven en la misma área geográfica o en áreas que se solapan y son capaces de encontrarse entre ellas. Esto contrasta con las formas de interacción parapátricas, que tienen áreas de distribución adyacentes, pero no se superponen, y las alopátricas, que tienen áreas de distribución separadas. Cuando especies estrechamente relacionadas, pero distintas, son simpátricas, esto puede indicar que se ha producido una especiación simpátrica, una controvertida forma de especiación en la que una población se divide en dos simpátricas, inicialmente especies mestizas.